# Montaut (Pireneje Atlantyckie)
Montaut – miejscowość i gmina we Francji, w regionie Nowa Akwitania, w departamencie Pyrénées-Atlantiques.
Według danych na rok 1990 gminę zamieszkiwało 986 osób, a gęstość zaludnienia wynosiła 64 osób/km² (wśród 2290 gmin Akwitanii Montaut plasuje się na 433. miejscu pod względem liczby ludności, natomiast pod względem powierzchni na miejscu 738.).